# C. A. Rosetti (Buzău)
C. A. Rosetti è un comune della Romania di 3 962 abitanti, ubicato nel distretto di Buzău, nella regione storica della Muntenia.
Il comune è formato dall'unione di 6 villaggi: Bîlhacu, Bălteni, C.A. Rosetti, Cotu Ciorii, Lunca, Vizireni.
Il toponimo trae origine dal nome dello scrittore Constantin Alexandru Rosetti.